# Vertigo (Lil Peep e John Mello)
Vertigo è un EP collaborativo tra il rapper statunitense Lil Peep e il produttore John Mello, pubblicato il 18 gennaio 2016.
Il 5 marzo 2020, le proprietà di Peep hanno pubblicato una riedizione dell'album su tutte le piattaforme.

## Antefatti
Nel 2015, Lil Peep è stato contattato dal regista Legacy di Long Island, New York, su SoundCloud, dopo aver visto il video teaser del mixtape Live Forever di Gus. I due hanno successivamente pianificato di lavorare insieme per un video musicale.
A metà dicembre, Gus ha deciso di realizzare il maggior numero di video musicali per i suoi brani, dopo aver collaborato con l'allora ragazza Emma Harris (in Nothing to U, Songs You Hear on a Sinking Ship e Live Forever) e l'amico Will Silberfeld (in alcuni video girati durante quell'estate).
Dopo Natale dello stesso anno Peep e Legacy hanno cominciato a lavorare per la realizzazione di due video musicali per due brani che ha deciso di pubblicare nell'EP Vertigo.
Dopo aver lavorato con il produttore John Mello per realizzare i quattro brani dell'EP, Gus e Emma hanno girato il video musicale di Drugz che è stato inviato e modificato da Lil Skil, il quale ha realizzato anche la copertina di Vertigo.
Quando Legacy e Peep avevano programmato di girare il primo video musicale a Long Island, Gus aveva bisogno di un passaggio fino al posto poiché era sprovvisto di macchina. Peep ha chiesto un passaggio al suo amico Ian Connor. Al tempo Peep usciva anche con Angelo, il quale avrebbe partecipato al video di M.O.S. [battery full]. Nonostante non ci fossero piani sulla partecipazione di Ian e Angelo, quando Gus si presentò al Walt Whitman Mall con i due, Legacy fu ispirato da loro, inserendoli nel video. Legacy girò il video in diversi punti di Long Island, tra cui il parcheggio Target della Jericho Turnpike sulla Route 25 di Huntington, che scoprì dopo aver attraversato località come Manor Farm, Five Towns College e Mt. Miseria.
Il 12 gennaio 2016, dopo la realizzazione di M.O.S. [battery full], Gus e Jon si riunirono per girare il video musicale di Come Around. Nel video compare la ragazza Emma, la quale portò i due in un motel vicino al White Castle di Jericho Turnpike. All'inizio, Jon aveva scelto un'altra ragazza per la realizzazione del video, tuttavia Peep gli scrisse che sarebbe stato più a suo agio con la sua ragazza.
Per la realizzazione del video musicale di Come Around, Peep aveva in mente di inserire Emma e di aggiungere un riferimento al video musicale di Dealer Man di Ricky Hill. Per il video, Jon è stato ispirato anche dal film Requiem for a Dream del 2000. Prima che Gus e Emma partissero per il Commack Inn, la ragazza stava cercando di allungare la maglietta OG Skeleton per le riprese. Tuttavia la strappò accidentalmente e Peep ne dovette dare una diversa. I tre girarono il video a Cambridge, nel Massachusetts, quando avevano visitato i nonni di Gus a Natale. Girano il video di notte nel parco giochi locale.
Le sessioni di registrazione di Vertigo si svolsero nella camera da letto di Peep, nel suo appartamento a Long Island.
Il 5 marzo 2020, le proprietà di Peep hanno pubblicato una riedizione dell'album, con tutte le tracce in qualità studio, su tutte le piattaforme.

## Tracce
1. Drugz – 2:19 (testo: Gustav Åhr, John Mello – musica: John Mello)
2. M.O.S. [battery full] – 2:26 (testo: Gustav Åhr, John Mello, Daniel Barrett – musica: John Mello)
3. Shiver – 2:22 (testo: Gustav Åhr, Hector Vaé, John Mello – musica: Hector Vaé, John Mello)
4. Come Around – 2:39 (testo: Gustav Åhr, John Mello, Daniel Barrett – musica: John Mello)

## Formazione

### Musicisti
- Lil Peep – voce, testi

### Produzione
- Daniel Barrett – testi
- Hector Vaé – testi, produzione
- John Mello – testi, direzione, produzione
- Emma Harris – direzione, modifiche
- Lil Skil – animazione, copertina
- Legacy – direzione, modifiche